# Спорт у Хмельницькому
«Спорт у Хмельницькому» розпочав розвиватись з появою тренерів у різних спортивних товариствах міста. У футболі першим кваліфікованим тренером був Василь Сердюков. Першим тренером з волейболу став Дмитро Залевський, з баскетболу – Максиміліан Майнгардт, з гандболу – Олексій Міняйленко. Регбі започаткував тренер Микола Лещенко.
Велоспорт почав розвивати Олександр Добродій, а першим тренером з боксу став Євген Кужельний. Важкоатлетів першим тренував Кім Ногачевський, легкоатлетів – Степан  Стріхар, борців – Віктор Барбалюк. 

## Спортивна інфраструктура

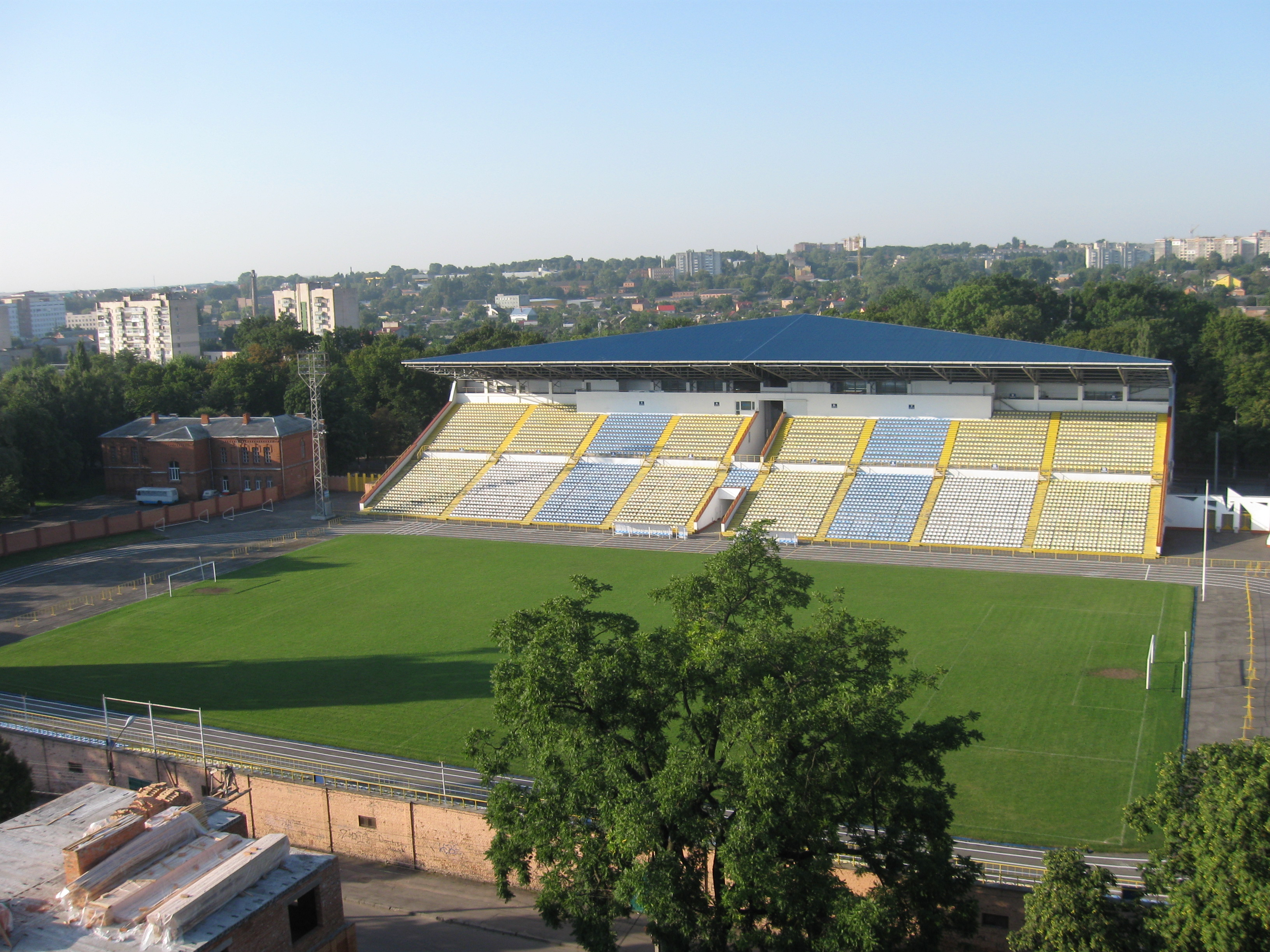
Спорткомплекс «Поділля»

Спортивна база міста включає в себе 3 стадіони (Поділля, ДЮСШ №1, Локомотив), 8 футбольних полів, 210 площинних споруд, 5 басейнів, один з яких 25-ти метровий, 78 спортивних залів, 2 легкоатлетичних манежі, 42 майданчика з тренажерним обладнанням, 109 приміщень для фізкультурно-оздоровчих занять, з них 33 забезпечені тренажерним обладнанням, 17 тенісних кортів, стрілецькі тири, льодовий майданчик.
Центральна спортивна арена Хмельницького, стадіон «Поділля» місткістю в 10 тис. глядачів, є домашнім полем для футбольного клубу «Поділля», який виступає у другій лізі чемпіонату України 2016-2017.(виступав у першій лізі Чемпіонату України з футболу в сезонах 1992 — 1996/1997, 1999/2000 та 2004/2005 — 2006/2007). 
Стадіон «Локомотив» вважається домашнім стадіоном регбійного клубу «Поділля», який виступає в українській суперлізі з регбі-15 і регбі-7. «Хмельничанка» виступає в суперлізі з гандболу і приймає суперників у спорткомплексі ХНУ. Волейбольний «Новатор» приймає ігри вищої ліги України у своєму спорткомплексі.  
У Хмельницькому підготовкою майстрів спорту міжнародного класу з ігрових видів займаються тренери ДЮСШ-1 (футбол, волейбол, гандбол) та ДЮСШ-1 «Буревісник» (регбі). Підготовку майстрів спорту міжнародного класу з боксу та важкої атлетики ведуть тренери ДЮСШ №2 «Авангард», з веслування на байдарках і каное – тренери ДЮСШ №3 «Спартак», зі спортивної гімнастики, вільної боротьби та легкої атлетики – фахівці обласного центру фізичного виховання учнівської молоді (ХОЦФВУМ).

## Відомі спортсмени-хмельничани

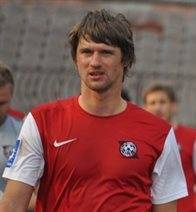
Богдан Шершун

У Хмельницькому народилися відомі футболісти: володар Кубка УЄФА, дворазовий чемпіон Росії Богдан Шершун, чемпіон Європи серед юніорів 2009 року Віталій Каверін, відомий боксер чемпіон Європи серед юніорів 2007 року, учасник напівпрофесійної ліги WSB в складі команди «Українські отамани» Денис Лазарєв.
Уродженцями Хмельницького є також призери Олімпіад:
- Сергій Нагорний чемпіон та срібний призер Олімпіади у Монреалі (з веслування на байдарках і каное);
- Лариса Заспа бронзовий призер Олімпіади в Афінах (в складі збірної України з гандболу);
- Дмитро Янчук бронзовий призер Олімпіади у Ріо (з веслування на байдарках і каное).